# Václav Steffal
Václav Steffal (17. září 1841 Rodvínov — 14. dubna 1894 Praha) byl český anatom, první profesor anatomie na nově osamostatněné české lékařské fakultě v Praze (1883-94). Zakládal český anatomický ústav a spoluvytvářel odbornou terminologii. Jako okresní lékař v Praze (1872-83) a člen pražského obecního zastupitelstva (po r. 1886) usiloval o zlepšení zdravotních poměrů města (asanace Josefova, výstavba kanalizace, školní hygiena). Přispíval do odborných časopisů, Riegrova a Ottova slovníku naučného. Preparoval mozek Františka Palackého.

## Život
Narodil se 17. září 1841 v Rodvínově u Jindřichova Hradce jako syn pokrokového sedláka. Jeho otec rád četl, starší bratr Matěj jako první na jindřichohradecku zaváděl střídavé hospodaření.
Roku 1862 absolvoval jindřichohradecké gymnázium a nastoupil na pražskou lékařskou fakultu, přičemž ho podporoval strýc Šimon, kněz v Kostelní Radouni. Promoval 7. nebo 6. listopadu 1868 a ještě předtím získal od profesora Bochdálka místo asistenta. Byl velmi snaživý a aktivní, účastnil se mnoha anatomických pitev, studoval i o prázdninách a praktické zkušenosti využíval při výkladech. Pracoval také souběžně ve všeobecné a dětské nemocnici, byl rovněž promován za magistra porodnictví a doktora chirurgie. Když roku 1871 odešel profesor Bochdálek do penze, byl Steffal jmenován jeho provizorním nástupcem a předpokládalo se, že na této pozici již zůstane. Vznikla i petice na jeho podporu, ale nakonec jeho místo získal německý profesor Wilhelm von Henke.
Steffal odešel z akademické sféry a roku 1872 byl jmenován asistentem okresního lékaře v Praze, později okresním lékařem. Byl například volán k případům náhlých úmrtí, dokonaných sebevražd i pokusům o ně. Pracoval také příležitostně v anatomickém ústavu u profesora Flemminga, účastnil se činnosti spolku českých lékařů (1877-79 jednatel, určitou dobu místopředseda) a pořádal pro toto sdružení i pro spolek mediků přednášky. Roku 1880 byl společně s dr. Hynkem Pelcem jmenován do stavební komise města Prahy. Školil v anatomii cvičitele Sokola a od roku 1880 byl členem zkušební komise pro učitelství tělocviku na středních školách a učitelských ústavech. Z funkce okresního lékaře odstoupil roku 1883, poté, co byl jmenován univerzitním profesorem.
Významným Steffalovým činem bylo preparování mozku Františka Palackého. Tělo tohoto historika a politika bylo po smrti († 26. května 1876) vystaveno na katafalku ve Staroměstské radnici, kde mu vzdávaly čest davy lidí. Po uzavření smutečního sálu večer před pohřbem, 30. května 1876, Steffal v přítomnosti náměstka starosty A. O. Zeithammera provedl pitvu Palackého hlavy. Konstatoval přitom, že „lebka jest nadobyčejně krásně tvořena, mozku mnoho a týž také velmi pěkný“. Mozek vyjmul z lebky a umístil do zvláštní skleněné nádoby, která byla uložena „na věčnou památku“ v Národním muzeu. (V hlavním sídle muzea byl uchováván do roku 2015, kdy byl v kvůli rekonstrukci budovy převezen do Památníku Františka Palackého a Františka Ladislava Riegra v Palackého ulici. Přitom se také zvažovalo, zda by neměl být raději pohřben.) Okolnosti a výsledek pitvy popsal následujícího roku v Časopise českých lékařů.
Roku 1883 vznikla (v rámci dělení Karlo-Ferdinandovy univerzity na českou a německou část) samostatná česká lékařská fakulta a Steffal byl téhož roku jmenován prvním, mimořádným profesorem deskriptivní anatomie. Jeho úkolem bylo, vytvořit český anatomický ústav a kodifikovat českou odbornou terminologii. Začátky byly obtížné. Posluchačů bylo mnoho, učeben a pomůcek se nedostávalo. Steffal při své činnosti zápasil také s vlastními nedostatky — 12 let se věnoval praktické medicíně a nesledoval vědecký vývoj v oboru. Proto cestoval, navštěvoval anatomické ústavy v Rakousku, Švýcarsku a Německu a užitečné postupy zaváděl. Byl rovněž členem terminologické komise, ale jeho handicapem bylo, že studoval téměř výhradně v němčině. Nakonec se svými spolupracovníky vytvořil asi tisíc anatomických preparátů a shromáždil podklady pro učebnici, ale k jejímu napsání a vydání se už nedostal. V lednu 1886 navštívil jeho ústav (v rámci setkání s představiteli pražského školství) rakouský ministr vyučování Paul Gautsch. Téhož roku byl Steffal jmenován řádným profesorem.
Nadále se účastnil veřejného života. Roku 1886 byl za Klub voličů novoměstských zvolen do pražského obecního zastupitelstva. Stal se členem městské zdravotní rady a kanalizační komise, účastnil se diskusí ohledně asanace Josefova, výstavby kanalizace a zdravotních aspektů ve školách. Roku 1886 byl také zvolen do výboru Národní jednoty pošumavské, ale již následujícího roku odstoupil. Byl také komisařem plastické anatomie pro zkoušky kandidátů učitelů kreslení a profesorem pražské malířské akademie. V rodné obci založil občanskou a školní knihovnu. V roce 1884 koupil za 80.000 zlatých dům čp. 1636 na Novém Městě (dnes V tůních 1636/1, Praha 2, na rohu Ječné ulice).
Kolem roku 1888 onemocněl, ale pokračoval v práci. Před Vánoci 1893 byl nucen vzít si zdravotní dovolenou. Jeho stav se ale dál zhoršoval a 14. dubna 1894 v Praze zemřel na srdeční onemocnění. Pohřben byl na Olšanech. Jeho nástupcem na fakultě se stal profesor Jan Janošík.

## Hodnocení
Byl svědomitý učitel a zručný kreslíř, který svými obrázky zdařile ilustroval přednášky. Byl oblíbený mezi posluchači. Zasloužil se o založení sbírek anatomického ústavu. Spolek českých mediků ho roku 1889 jmenoval čestným členem.
Medailon k 60. narozeninám histologa a embryologa Josefa Viktora Rohona (v roce 1905) uvádí, že se tento vědec připravoval k převzetí stolice (katedry) anatomie na pražské univerzitě, ale „vlivem politických osobností“ byl na toto místo dosazen Václav Steffal a Rohon tak dostal příležitost až roku 1895, po Steffalově smrti.
Historik medicíny charakterizoval Steffala roku 2014 takto: „odborně nevýznamný, ale dobrý učitel“.

## Dílo
Napsal řadu článků do odborných časopisů (jejich seznam uvádí Michal Navrátil v Almanachu českých lékařů z r. 1913). Knižně vyšly např.:
- Anatomie dle přednášek ř. prof. dr. V. Steffala 1886/7 (1887)
- Systematická anatomie (1889), rovněž záznam přednášek

Přispíval do Riegrova (pod značkou Sff.) a Ottova slovníku naučného (pod značkou Sl.).

## Rodina
- Roku 1875 se v Praze oženil s Annou, roz. Feiglovou (1856-??). Měli tři dcery.[43]